# Obras cumbres (álbum de Los Caballeros de La Quema)
Recopilación de toda la carrera de Los Caballeros de la Quema. Editado en 2006. Contiene canciones de todos sus discos y dos canciones que no salieron en los discos oficiales, Rosa, rosa (que apareció en el disco tributo a Sandro) y Voy a ser tu cruz (Tema que forma parte de la banda sonora de la película Condor Crux).

## Temas

### CD 1
1. Buenos Aires esquina Vietnam (4:21)
2. Patri (3:42)
3. Con el agua en los pies (5:58)
4. Carlito (3:54)
5. Gusanos (4:20)
6. Primavera negra (3:01)
7. Pejerrey (3:10)
8. Mal (3:04)
9. Faisan (3:48)
10. Me vuelvo a Morón (3:10)
11. A sangre fría (3:05)
12. Casi nadie (4:42)
13. Qué pasa en el barrio (5:23)
14. Celofán (3:33)
15. No chamuyes (4:50)
16. Mientras haya luces de bar (7:35)
17. Hasta estallar (4:17)
18. Laburo de nenas (4:20)
19. Cuatro de copas (4:56)

### CD 2
1. Rajá rata, (3:03)
2. Malvenido (4:44)
3. Todos atrás y dios de 9 (4:34)
4. Oxidado (5:17)
5. Huelga de princesas (3:52)
6. Avanti morocha (5:47)
7. Madres (5:23)
8. Rómulo y Remo (4:35)
9. Fulanos de nadie (4:40)
10. Cero mensaje en el contestador (3:59)
11. Sapo de otro pozo (4:18)
12. Macho chaparrón (3:54)
13. Otro jueves cobarde (5:19)
14. Rosa, Rosa (3:47)
15. Voy a ser tu cruz (2:58)

- Datos: Q6048116